# Lijst van gouverneurs van Oregon
Dit is een lijst met gouverneurs van de Amerikaanse staat Oregon. Voordat Oregon een staat werd had zij de status van territorium.

## Territoriale Gouverneurs (1849–1859)
| Nr. | Gouverneur | Gouverneur                    | Termijn   | Partij    |
| --- | ---------- | ----------------------------- | --------- | --------- |
| 1   |            | Joseph Lane (1801–1881)       | 1849-1850 | Democraat |
| -   |            | Kintzing Prichette            | 1850      | ?         |
| 2   |            | John Gaines (1795–1857)       | 1850-1853 | Whig      |
| 3   |            | Joseph Lane (1801–1881)       | 1853      | Democraat |
| 4   |            | John Wesley Davis (1799–1859) | 1853-1854 | Democraat |
| 5   |            | George Law Curry (1820–1878)  | 1854-1859 | Democraat |

## Gouverneurs van Oregon (1859–heden)
| Nr. | Gouverneur van Oregon Governor of Oregon | Gouverneur van Oregon Governor of Oregon | Gouverneur van Oregon Governor of Oregon | Ambtstermijn      | Ambtstermijn      | Partij(en) | Verkiezing(en) |
| --- | ---------------------------------------- | ---------------------------------------- | ---------------------------------------- | ----------------- | ----------------- | ---------- | -------------- |
| 1   |                                          | John Whiteaker                           | John Whiteaker (1820–1902)               | 3 maart 1859      | 10 september 1862 | D          | 1859           |
| 2   |                                          | Addison Gibbs                            | Addison Gibbs (1825–1886)                | 10 september 1862 | 12 september 1866 | R          | 1862           |
| 3   |                                          | George Woods                             | George Woods (1832–1890)                 | 12 september 1866 | 15 september 1870 | R          | 1866           |
| 4   |                                          | La Fayette Grover                        | La Fayette Grover (1823–1911)            | 15 september 1870 | 4 maart 1877      | D          | 1870           |
| 4   | 1874                                     | La Fayette Grover                        | La Fayette Grover (1823–1911)            | 15 september 1870 | 4 maart 1877      | D          |                |
| 5   |                                          | Stephen Chadwick                         | Stephen Chadwick (1825–1895)             | 4 maart 1877      | 12 september 1878 | D          |                |
| 6   |                                          | William Thayer                           | William Thayer (1827–1899)               | 12 september 1878 | 12 september 1882 | D          | 1978           |
| 7   |                                          | Zenas Moody                              | Zenas Moody (1832–1917)                  | 12 september 1882 | 13 januari 1887   | R          | 1882           |
| 8   |                                          | Sylvester Pennoyer                       | Sylvester Pennoyer (1831–1902)           | 13 januari 1887   | 15 januari 1895   | D          | 1886           |
| 8   | 1890                                     | Sylvester Pennoyer                       | Sylvester Pennoyer (1831–1902)           | 13 januari 1887   | 15 januari 1895   | D          |                |
| 9   |                                          | William Lord                             | William Lord (1838–1911)                 | 15 januari 1895   | 10 januari 1899   | R          | 1894           |
| 10  |                                          | Theodore Geer                            | Theodore Geer (1851–1924)                | 10 januari 1899   | 15 januari 1903   | R          | 1898           |
| 11  |                                          | George Chamberlain                       | George Chamberlain (1854–1928)           | 15 januari 1903   | 4 maart 1909      | D          | 1902           |
| 11  | 1908                                     | George Chamberlain                       | George Chamberlain (1854–1928)           | 15 januari 1903   | 4 maart 1909      | D          |                |
| 12  |                                          | Frank Benson                             | Frank Benson (1858–1911)                 | 4 maart 1909      | 18 juni 1910      | R          |                |
| 13  |                                          | Jay Bowerman                             | Jay Bowerman (1876–1957)                 | 18 juni 1910      | 11 januari 1911   | R          |                |
| 14  |                                          | Oswald West                              | Oswald West (1873–1960)                  | 11 januari 1911   | 12 januari 1915   | D          | 1910           |
| 15  |                                          | James Withycombe                         | James Withycombe (1854–1919)             | 12 januari 1915   | 3 maart 1919      | R          | 1914           |
| 15  | 1918                                     | James Withycombe                         | James Withycombe (1854–1919)             | 12 januari 1915   | 3 maart 1919      | R          |                |
| 16  |                                          | Ben Olcott                               | Ben Olcott (1872–1952)                   | 23 maart 1919     | 8 januari 1923    | R          |                |
| 17  |                                          | Walter Pierce                            | Walter Pierce (1861–1954)                | 8 januari 1923    | 10 januari 1927   | D          | 1922           |
| 18  |                                          | Ike Patterson                            | Ike Patterson (1859–1929)                | 10 januari 1927   | 21 december 1929  | R          | 1926           |
| 19  |                                          |                                          | Albin Norblad (1881–1960)                | 21 december 1929  | 11 januari 1931   | R          | 1926           |
| 20  |                                          | Julius Meier                             | Julius Meier (1874–1937)                 | 11 januari 1931   | 15 januari 1935   | O          | 1930           |
| 21  |                                          | Charles Martin                           | Charles Martin (1863–1946)               | 15 januari 1935   | 10 januari 1939   | D          | 1934           |
| 22  |                                          | Charles Sprague                          | Charles Sprague (1887–1969)              | 10 januari 1939   | 10 januari 1943   | R          | 1938           |
| 23  |                                          | Earl Snell                               | Earl Snell (1895–1947)                   | 10 januari 1943   | 30 oktober 1947   | R          | 1942           |
| 23  | 1946                                     | Earl Snell                               | Earl Snell (1895–1947)                   | 10 januari 1943   | 30 oktober 1947   | R          |                |
| 24  |                                          | John Hall                                | John Hall (1899–1970)                    | 30 oktober 1947   | 10 januari 1949   | R          |                |
| 25  |                                          | Douglas McKay                            | Douglas McKay (1893–1959)                | 10 januari 1949   | 20 januari 1953   | R          | 1948           |
| 25  | 1950                                     | Douglas McKay                            | Douglas McKay (1893–1959)                | 10 januari 1949   | 20 januari 1953   | R          |                |
| 26  |                                          | Paul Patterson                           | Paul Patterson (1900–1956)               | 20 januari 1953   | 31 januari 1956   | R          |                |
| 26  | R                                        | Paul Patterson                           | Paul Patterson (1900–1956)               | 20 januari 1953   | 31 januari 1956   | 1954       |                |
| 27  |                                          | Elmo Smith                               | Elmo Smith (1909–1968)                   | 31 januari 1956   | 15 januari 1957   | 1954       | R              |
| 28  |                                          | Robert Holmes                            | Robert Holmes (1909–1976)                | 15 januari 1957   | 12 januari 1959   | D          | 1956           |
| 29  |                                          | Mark Hatfield                            | Mark Hatfield (1922–2011)                | 12 januari 1959   | 10 januari 1967   | R          | 1958           |
| 29  | 1962                                     | Mark Hatfield                            | Mark Hatfield (1922–2011)                | 12 januari 1959   | 10 januari 1967   | R          |                |
| 30  |                                          | Tom McCall                               | Tom McCall (1913–1983)                   | 10 januari 1967   | 15 januari 1975   | R          | 1966           |
| 30  | 1970                                     | Tom McCall                               | Tom McCall (1913–1983)                   | 10 januari 1967   | 15 januari 1975   | R          |                |
| 31  |                                          | Robert Straub                            | Robert Straub (1920–2002)                | 15 januari 1975   | 9 januari 1979    | D          | 1974           |
| 32  |                                          | Victor Atiyeh                            | Victor Atiyeh (1923–2014)                | 9 januari 1979    | 13 januari 1987   | R          | 1978           |
| 32  | 1982                                     | Victor Atiyeh                            | Victor Atiyeh (1923–2014)                | 9 januari 1979    | 13 januari 1987   | R          |                |
| 33  |                                          | Neil Goldschmidt                         | Neil Goldschmidt (1940–2024)             | 13 januari 1987   | 15 januari 1991   | D          | 1986           |
| 34  |                                          | Barbara Roberts                          | Barbara Roberts (1936)                   | 15 januari 1991   | 10 januari 1995   | D          | 1990           |
| 35  |                                          | John Kitzhaber                           | John Kitzhaber (1947)                    | 10 januari 1995   | 13 januari 2003   | D          | 1994           |
| 35  | 1998                                     | John Kitzhaber                           | John Kitzhaber (1947)                    | 10 januari 1995   | 13 januari 2003   | D          |                |
| 36  |                                          | Ted Kulongoski                           | Ted Kulongoski (1940)                    | 13 januari 2003   | 10 januari 2011   | D          | 2002           |
| 36  | 2006                                     | Ted Kulongoski                           | Ted Kulongoski (1940)                    | 13 januari 2003   | 10 januari 2011   | D          |                |
| 37  |                                          | John Kitzhaber                           | John Kitzhaber (1947)                    | 10 januari 2011   | 18 februari 2015  | D          | 2010           |
| 37  | 2014                                     | John Kitzhaber                           | John Kitzhaber (1947)                    | 10 januari 2011   | 18 februari 2015  | D          |                |
| 38  |                                          | Kate Brown                               | Kate Brown (1960)                        | 18 februari 2015  | 9 januari 2023    | D          |                |
| 38  | D                                        | Kate Brown                               | Kate Brown (1960)                        | 18 februari 2015  | 9 januari 2023    | 2016       |                |
| 38  | D                                        | Kate Brown                               | Kate Brown (1960)                        | 18 februari 2015  | 9 januari 2023    | 2018       |                |
| 39  |                                          | Tina Kotek                               | Tina Kotek (1966)                        | 9 januari 2023    | heden             | D          | 2022           |

(D): Democraat · (R): Republikein · (O): Onafhankelijk